# ديفيد لورانس مكاي
ديفيد لورانس مكاي (بالإنجليزية: David Lawrence McKay)‏ هو مبشر أمريكي، ولد في 30 سبتمبر 1901، وتوفي في 27 أكتوبر 1993.